# Bilibili
Bilibili, född 5 mars 2011 i Frankrike, är en fransk varmblodig travhäst som tävlade mellan 2014 och 2022. Han tränades av Laurent-Claude Abrivard under hela karriären, och kördes då av Abrivard själv och reds av Alexandre Abrivard.
Under sin tävlingskarriär sprang han in nästan 1,9 miljoner euro på 52 starter varav 15 segrar och 7 andraplatser samt 5 tredjeplatser. Han tog karriärens största segrar kom i Prix de Cornulier (2019, 2020).
Han har även segrat i stora lopp som Prix Louis Tillaye (2014), Prix du Président de la République (2015), Prix Émile Riotteau (2015), Prix Leon Tacquet (2016), Prix Camille Blaisot (2016), Prix Paul Bastard (2016), Prix de l'Île-de-France (2017, 2020), Prix du Calvados (2018, 2019, 2020), och kommit på andraplats i Prix Lavater (2015), Prix Joseph Lafosse (2016), Prix du Calvados (2017), Prix des Centaures (2017), Prix Edmond Henry (2017) och Prix de l'Île-de-France (2018) samt på tredjeplats i Prix Raoul Ballière (2014), Prix des Centaures (2016), Prix de Cornulier (2017, 2018) och Prix Paul Buquet (2018).
Han har fått ett lopp uppkallat efter sig Prix Bilibili.

## Statistik
| Statistik för Bilibili (Ref.) | Statistik för Bilibili (Ref.) | Statistik för Bilibili (Ref.) | Statistik för Bilibili (Ref.) | Statistik för Bilibili (Ref.) | Statistik för Bilibili (Ref.) |
| ----------------------------- | ----------------------------- | ----------------------------- | ----------------------------- | ----------------------------- | ----------------------------- |
| Starter                       | Placeringar                   | Startprissumma                | Segerprocent                  | Platsprocent                  | Rekord                        |
| 52                            | 15-7-5                        | 1 895 100 euro                | 29 %                          | 52 %                          | 1.10,0ak,                     |

### Större segrar
| År   | Lopp                               | Kusk               | Vinstbelopp | Grupp   |
| ---- | ---------------------------------- | ------------------ | ----------- | ------- |
| 2014 | Prix Louis Tillaye                 | Alexandre Abrivard | 54 000 EUR  | Grupp 2 |
| 2015 | Prix du Président de la République | Alexandre Abrivard | 108 000 EUR | Grupp 1 |
| 2015 | Prix Émile Riotteau                | Alexandre Abrivard | 54 000 EUR  | Grupp 2 |
| 2015 | Prix Leon Tacquet                  | Alexandre Abrivard | 54 000 EUR  | Grupp 2 |
| 2016 | Prix Camille Blaisot               | Alexandre Abrivard | 54 000 EUR  | Grupp 2 |
| 2016 | Prix Paul Bastard                  | Alexandre Abrivard | 54 000 EUR  | Grupp 2 |
| 2017 | Prix de l'Île-de-France            | Alexandre Abrivard | 90 000 EUR  | Grupp 1 |
| 2018 | Prix du Calvados                   | Alexandre Abrivard | 67 500 EUR  | Grupp 2 |
| 2019 | Prix du Calvados                   | Alexandre Abrivard | 58 500 EUR  | Grupp 2 |
| 2019 | Prix de Cornulier                  | Alexandre Abrivard | 292 500 EUR | Grupp 1 |
| 2020 | Prix du Calvados                   | Alexandre Abrivard | 58 500 EUR  | Grupp 2 |
| 2020 | Prix de Cornulier                  | Alexandre Abrivard | 292 500 EUR | Grupp 1 |
| 2020 | Prix de l'Île-de-France            | Alexandre Abrivard | 76 500 EUR  | Grupp 1 |